# Шевченко Ярославна Миколаївна
Ярославна Миколаївна Шевченко (до шлюбу Черниш; 22 жовтня 1932, Київ — 21 липня 2017) — українська науковиця, юристка. Дійсний член (академік) Національної академії правових наук України, доктор юридичних наук, професор, заслужений діяч науки і техніки України, завідувачка відділу проблем цивільного, трудового та підприємницького права Інституту держави і права імені В. М. Корецького Національної академії наук України.

## Життєпис
Народилася 22 жовтня 1932 у місті Києві в сім’ї службовців. Її дитинство прийшлося на роки Другої світової війни.
У 1950 році закінчила школу із срібною медаллю.
Упродовж 1959 – 1962 навчалась в аспірантурі Київського державного університету імені Т.Г. Шевченка (тепер – Київський національний університет імені Тараса Шевченка).

## Діяльність
У 1955 розпочала трудову діяльність на підприємствах міста Києва. Працювала юрисконсульткою магазина «Подарунки», старшим юрисконсультом бази «Головгалантерея», юрисконсультом Київтекстильшвейторгу.
У січні 1963 була зарахована на посаду молодшої наукової співробітниці в Сектор держави і права АН УРСР (нині – Інститут держави і права ім. В.М. Корецького НАН України).
Велику частину свого життя Шевченко пов’язала з Інститутом держави і права імені В.М. Корецького НАН України, де пройшла шлях від молодшої наукової співробітниці до завідувачки відділу проблем цивільного, трудового і підприємницького права (перша жінка, яка стала керівником у цій установі).
З 1989 і до останніх днів завідувачка відділу проблем цивільного, трудового і підприємницького цього Інституту.
Шевченко активно працювала над новими науковими тематиками – з проблем майнової відповідальності в цивільному і сімейному праві, правового статусу неповнолітніх, боротьби з правопорушеннями неповнолітніх тощо. Зі створенням в Інституті відділу цивільного і трудового права напрями досліджень значно розширились.
Перше загальне визнання дослідницького таланту Ярославни Шевченко пов’язується із захистом нею у 1964 році кандидатської дисертації на тему «Майнова відповідальність за шкоду, заподіяну дітьми» (науковий керівник – проф. Г.К. Матвєєв).
Продовжуючи вивчати проблематику правового статусу дітей, у 1982 році захищає дисертацію на здобуття наукового ступеня доктора юридичних наук на тему «Теоретичні проблеми правового регулювання цивільної відповідальності неповнолітніх за правопорушення», яка вважається суттєвим внеском в розробку теоретичних проблем цивільного і сімейного права, а також засновує наукову школу цивілістів.
Під впливом кардинальних реформ вітчизняного законодавства 1980-х – 90-х років Ярославна Шевченко значно розширює спектр не тільки своїх наукових інтересів, а й формує основні напрями розвитку приватно-правових досліджень в Інституті держави і права. Результатом цього інтересу стала діяльність співробітників відділу на чолі з Шевченко з розробки науково-дослідних та фундаментальних наукових досліджень правових та законодавчих проблем юридичної відповідальності, права власності, правового статусу і діяльності юридичних осіб, підприємницької діяльності тощо.
Не менш плідною діяльність виявилась і в період незалежної України, за що у 1995 році їй було присвоєно звання професора, обрано член-кореспондентом, а згодом у 2000 році – дійсним членом (академіком) Академії правових наук України (нині – Національна академія правових наук України).
Брала активну участь в опонуванні кандидатських і докторських дисертацій, була членом двох Спеціалізованих вчених рад (Д 26.236.02 – Інституту держави і права ім. В.М. Корецького НАН України, Д 26.001.06 – Київського національного університету імені Тараса Шевченка).
Шевченко викладала цивільне право як професор на кафедрах юридичних наук цілого ряду вищих учбових закладів України, зокрема, у Хмельницькому університеті управління та права, Чернівецькому національному університеті ім. Ю.Федьковича, Київському національному університеті ім. Т.Г.Шевченка, Національній академії управління, Київському університеті туризму, економіки і права.
Шевченко була членом спеціалізованих рад із захисту дисертацій Київського національного університету ім. Т.Г. Шевченка та Інституту держави і права ім. В.М. Корецького НАН України.

## Наукова школа
Підготувала 30 кандидатів і 4 докторів наук. Більшість з її учнів стали відомими науковцями, які донині постійно розвивають правову науку.

## Науковий доробок
Опублікувала понад 200 наукових публікацій, які здобули високу оцінку як в СРСР, так і в Незалежній Україні. Деякі з праць були опубліковані англійською, польською, японською мовами.
Серед найбільш значимих слід назвати монографії «Гражданско-правовое положение несовершеннолетних» (у співавторстві з Л.Г. Кузнєцовою) (1968), «Радянський закон про відповідальність неповнолітніх» (у співавторстві з Т.С. Барило) (1972), «Правовое регулирование ответственности несовершеннолетних» (1976), «Актуальні проблеми цивільного права і цивільного процесу в Україні» (2005), «Еволюція цивільного законодавства України» (2007), «Суб’єкти цивільного права» (2009), «Охорона і захист прав та інтересів фізичних та юридичних осіб в цивільних правовідносинах» (2011). Два видання витримав підручник з цивільного права у двох частинах (2003, 2006), видано Коментар до Цивільного кодексу України (2004), Енциклопедію цивільного права України (2009) тощо.
Більшість із праць отримали визнання серед науковців як кращі юридичні видання у номінації «Юридичні колективні монографічні видання» та «Науково-популярні, науково-практичні і довідникові видання в галузі права (збірники нормативних актів, коментарі, довідники та ін.)».
Колективна монографія «Розвиток цивільного і трудового законодавства в Україні» (1999) отримала другу премію від Спілки юристів України за краще монографічне юридичне видання 1998-1999 років, колективна монографія «Становлення та розвиток цивільних і трудових відносин у сучасній Україні» – заохочувальну премію від Спілки юристів України в 2001 році.
У 2009 році видання «Енциклопедія цивільного права України» за редакцією Я.М. Шевченко відзначено премією імені Ярослава Мудрого в номінації енциклопедично-наукових видань.

## Участь у законопроєктній роботі
Працювала у складі робочих та міжвідомчих груп з розробки проектів законів України «Про власність», «Про господарську діяльність у Збройних Силах України», «Про відшкодування державою шкоди, заподіяної злочином», «Про відшкодування громадянам шкоди, заподіяної трастами (довірчими товариствами)», «Про державну реєстрацію об’єктів нерухомості та прав на них», «Про здійснення операцій з нерухомим майном», «Про попередження насильства в сім’ї», «Про правовий статус майна і господарську діяльність Національної Академії Наук України», «Про здійснення операцій з нерухомим майном», «Про нотаріат», «Про внесення змін до Сімейного кодексу України щодо узгодження його норм з Цивільним кодексом України» та багатьох інших.
Загалом узяла участь у підготовці близько 180 законопроєктів, у тому числі чинного Цивільного кодексу України, першого офіційного варіанту Сімейного кодексу України.

## Громадська діяльність
Член делегації юристів СРСР на конгресі Міжнародної асоціації юристів-демократів (1976).
Від імені України в Комітеті ООН по ліквідації дискримінації жінок представляла доповідь про становище жінок в Україні (1983).
Член міжвідомчої комісії з координації дій щодо виконання Конвенції ООН про права дитини в Україні, позаштатний консультант комітету Верховної Ради України з питань правової політики.
У період 1991-1992 була членом Державної Думи України.
Багато років викладала у провідних вищих навчальних закладах України, зокрема у Київському університеті права НАН України, Київському університеті туризму, економіки і права, Національній академії управління, Хмельницькому університеті управління та права, Чернівецькому національному університеті ім. Ю.Федьковича, Національній академії прокуратури України.
Брала активну участь у видавничій справі. Була членом редколегії шеститомної Юридичної Енциклопедії, членом редколегії десятитомної Антології української юридичної думки, членом редколегії видавництва Ін-Юре та багатьох збірників наукових праць.

## Нагороди та відзнаки
- медаль «1500-летие Києва», (1982);
- медаль «Ветеран Труда» (1985);
- премія АН імені М.П. Василенка (2000);
- Почесна грамота Верховної Ради України (2003);
- заслужений діяч науки і техніки України (1993);
- спеціальні відзнаки Спілки юристів України (2001, 2004);
- спеціальна відзнака Уповноваженого Верховної Ради України з прав людини (2009);
- почесні грамоти Інституту держави і права ім. В.М. Корецького НАН України;
- почесні грамоти Президії НАН України.

За плідну науково-дослідну роботу і високий професіоналізм Я.М. Шевченко присвоєне почесне звання Заслужений діяч науки і техніки України.  Нагороджена Почесними грамотами Інституту держави і права ім. В.М. Корецького НАН України, Почесною грамотою Президії НАН України, Почесною грамотою Верховної Ради України, спеціальними відзнаками Спілки юристів України (2001, 2004 рр.), є лауреатом премії НАН України імені М.П. Василенка та лауреатом премії ім. Ярослава Мудрого. Шевченко Ярославна Миколаївна є повним кавалером Ордена княгині Ольги (2002 р.– III ступінь, 2007 р.– ІІ ступінь, 2012 р. – І ступінь).

## Смерть
Померла 21 липня 2017 року. Похована у м. Києві на Байковому кладовищі.

## Приміти
1. ↑  Персоналії. Університетські наукові записки. № 4. 2012. с. 607—616. ISSN 2078-9165. Архів оригіналу за 4 березня 2022. Процитовано 30 січня 2021.
2. ↑  Енциклопедія цивільного права України / Ін-т держави і права ім. В.М. Корецького НАН України; Відп. ред. Я.М. Шевченко.  К. : Ін Юре, 2009.  952 с.
3. ↑  Stefanchuk, Ruslan. Спогади про Людину, Вчителя, Цивіліста-епоху : (до 85-річчя від Дня народж. акад. Ярославни Миколаївни Шевченко) / Громад. орг. "Ліга проф. права, д-рів юрид. наук та д-рів філософії у сфері права" ; [за заг. ред. Р. О. Стефанчука]. - Київ : АртЕк, 2017. - 389 с. - (Серія "In memoriam") (англ.). Архів оригіналу за 8 лютого 2021. Процитовано 30 січня 2021.
4. ↑  Stefanchuk, Ruslan. Шевченко Я.М. Вибрані праці / ВГО "Асоц. цивілістів України", Центр дослідж. права ім. Савіньї. - Кам'янець-Подільський : Рута, 2012. - 400 с. : (Класика української цивілістики) (англ.). Архів оригіналу за 2 лютого 2021. Процитовано 30 січня 2021.